# Johann Andreas Wagner
Johann Andreas Wagner, genannt Andreas Wagner, (* 21. März 1797 in Nürnberg; † 17. Dezember 1861 in München) war ein deutscher Zoologe.

## Leben
Wagner war Professor für Zoologie an der Universität München. Er beschäftigte sich mit Säugetieren, Weichtieren und Fossilien. Er beschrieb die von Johann Baptist von Spix in Brasilien gesammelten Schnecken und Muscheln (1827). Wagner studierte in Erlangen, promovierte dort 1826, habilitierte sich in Würzburg. Er war ab 1832 Adjunkt der Zoologischen Staatssammlung in München unter Gotthilf Heinrich von Schuberth (Nachfolger von J. B. von Spix), später zweiter Konservator der Zoologischen Staatssammlung München. Ab 1835 war er außerordentliches und ab 1842 ordentliches Mitglied der Bayerischen Akademie der Wissenschaften. 1855 wurde er als korrespondierendes Mitglied in die Russische Akademie der Wissenschaften in Sankt Petersburg aufgenommen. Der Leopoldina gehörte er seit 1857 an.
Er war ein Gegner des Darwinismus und Anhänger der biblischen Schöpfungsgeschichte und lehnte auch die Interpretation des 1861 gefundenen Londoner Exemplars des Archaeopteryx als Übergangsform von Reptilien zu Vögeln ab. Für ihn war das nur ein Kriechtier (von ihm Griphosaurus, Rätselechse, genannt), die Federn nur Zierrat. Das trug dazu bei, dass das British Museum den Fund erwerben konnte und deutsche Kaufinteressenten wie Friedrich Ernst Witte ausfielen.
1815 gehörte er zu den Stiftern des Corps Bavaria Würzburg. 1816 war er Stifter der Erlanger Burschenschaft Teutonia und 1817 Mitgründer der Erlanger Burschenschaft.
1839 entdeckte er die Fundstelle fossiler Säuger in Pikermi in Griechenland.

## Werke
- Testacea fluviatilia quae in itinere per Brasiliam 1817–1820 ... collegit et pingenda curavit J.B.Spix, ediderunt F.a.Paula de Schrank et C.F.P. de Martius. – Monachii, Wolf [München, Wolf] 1827.
- Beschreibung der Ueberreste urweltlicher Säugethiere aus den muggendorfer Höhlen, welche in der Sammlung der k. Universität Erlangen aufbewahrt werden. ISIS Heft IX, S. 966–994, Jena 1829
- Neues systematisches Conchylien-Cabinet. Nürnberg 1829
- Handbuch der Naturgeschichte. 1830
- Die Säugthiere in Abbildungen nach der Natur mit Beschreibungen. Erlangen 1836–1855.
- Beiträge zur Kenntnis der warmblütigen Wirbelthiere Amerika’s. München 1837
- Beschreibung eines neuentdeckten Ornithocephalus nebst allgemeinen Bemerkungen über die Organisation dieser Gattung. München 1837.
- Fossile Überreste von einem Affen und einigen andern Säugthieren aus Griechenland. München 1840
- Beschreibung einiger neuer oder minder bekannter Nager. In: Archiv für Naturgeschichte. Band 1, 1842, S. 1–33 (online [abgerufen am 13. August 2012]).
- Geschichte der Urwelt, mit besonderer Berücksichtigung der Menschenrassen und des mosaischen Schöpfüngsberichtes. Leipzig 1845
- Abweisung der von ... H. Burmeister zu Gunsten des geologisch-vulkanistischen Fortschrittes und zu Ungunsten der mosaischen Schöpfungsurkunden vorgebrachten Behauptungen ... Ein Nachtrag zu meiner Geschichte der Urwelt. Leipzig 1845
- Naturwissenschaft und Bibel im Gegensatze zu dem Köhlerglauben des Herrn C. Vogt, etc. Stuttgart 1855
- Beiträge zur Kenntniss der in den lithographischen Schiefern abgelagerten urweltlichen Fische. München 1861